# 마이클 스티븐슨

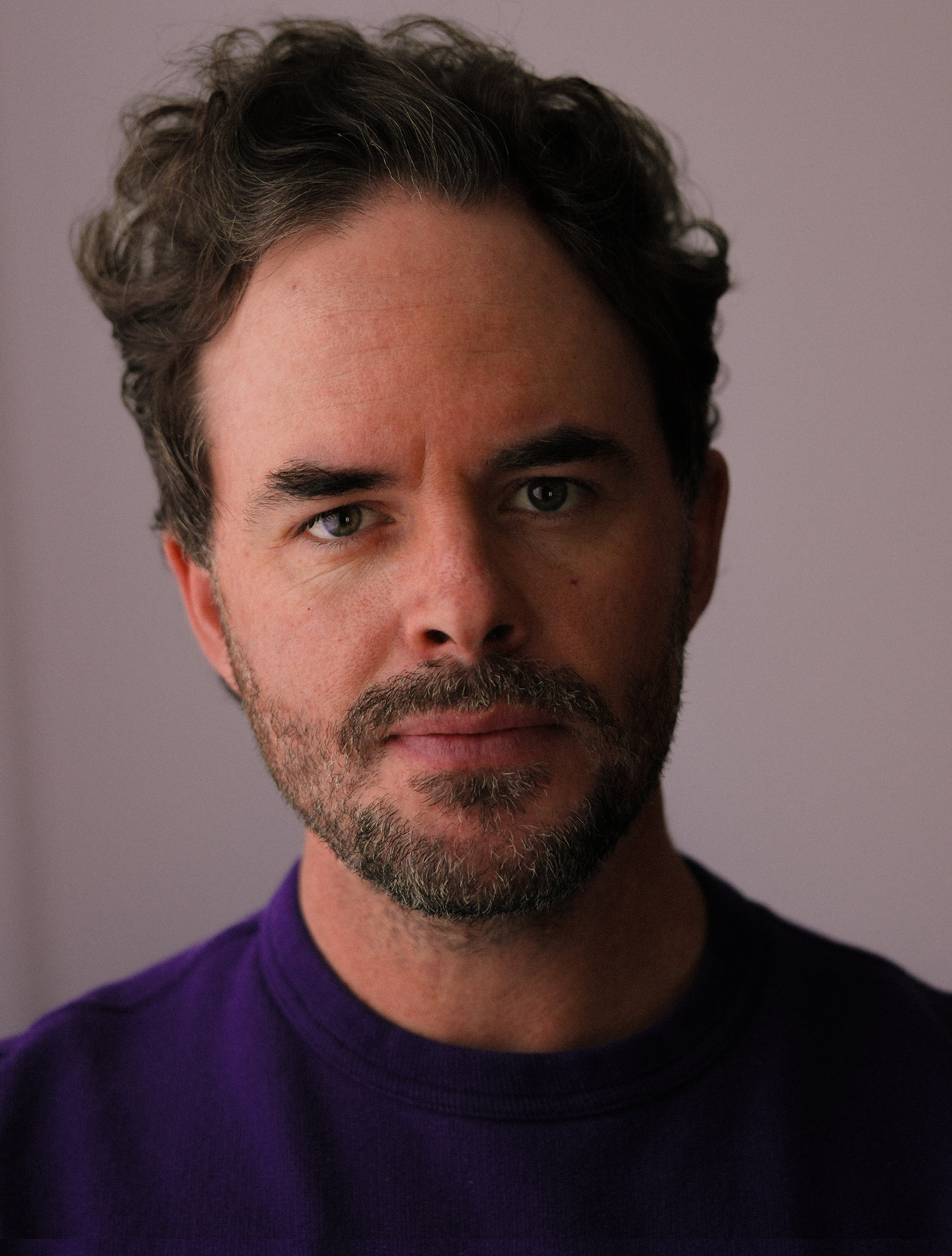

마이클 스티븐슨(Michael Stephenson, 1978년 2월 28일 ~ )은 미국의 영화 감독, 배우, 텔레비전 배우, 영화 프로듀서이다.
갤버스턴에서 태어났다.

## 영화
- 걸프렌즈 데이 (2017년)
- 아메리칸 스크림 (2012년)
- 최악의 영화 (2009년)
- 트롤 2 (1990년) - 조슈아 역
- 비욘드 다크니스 (1990년)